# Trzebownisko
Trzebownisko is een dorp in het Poolse woiwodschap Subkarpaten, in het district Rzeszowski. De plaats maakt deel uit van de gemeente Trzebownisko en telt 3082 inwoners.